# Marie Verhulst
Marie Verhulst (Brasschaat, 14 september 1995) is een Belgische (musical)actrice en zangeres. Ze is de dochter van Gert Verhulst. Verhulst werd bekend door haar rol als Charlie in de jeugdserie Ghost Rockers, die sinds 2014 op Ketnet wordt uitgezonden. Sinds 21 december 2019 vormt zij een duo met Samson, in het duo Samson en Marie. Hiermee verving zij haar vader.

## Levensloop
In 2013 studeerde Verhulst af aan het Lemmensinstituut in Leuven. Voorheen zong Verhulst al in het Studio 100 Kinderkoor (Dansstudio IJvi Hagelstein) waarmee ze meedeed aan shows zoals het Studio 100 Zomerfestival (2009) en De grote Sinterklaasshow (2013). Ook vertolkte ze in 2012 al een gastrol in de Studio 100-reeks ROX op Ketnet.
Haar doorbraak kwam er in 2014 door haar rol van Charlotte 'Charlie' Timmermans in de jeugdserie Ghost Rockers. In 2016 speelde ze ook mee in de film Ghost Rockers - Voor altijd?. Marie was van 2014 tot 2019 de bassiste van de gelijknamige band. Op de Studio 100 Sing-Along 2024 traden ze na vijf jaar eenmalig op.
In 2016 was Verhulst te gast in de quiz De Pappenheimers en in 2019 in het praatprogramma Gert Late Night.
Sinds 2018 presenteert Verhulst op Studio 100 TV.
In december 2019 werd ook bekendgemaakt dat Verhulst samen met haar oudere broer Viktor Verhulst vanaf januari 2020 het radioprogramma Studio Verhulst op de radiozender NRJ zullen presenteren.
Op 21 december 2019 werd Verhulst voorgesteld als het extra baasje van Samson. Ze nam in Samson en Marie de fakkel over van haar vader, Gert Verhulst, die er na 30 jaar mee stopte. Twee dagen later kwam de eerste single uit van Marie en Samson. De videoclip volgde op 10 januari 2020.
Vanaf 2021 was zij te zien in de realitysoap De Verhulstjes op VIER. Tijdens De Grote Sinterklaasshow in december 2022 verving Verhulst de zwangere Hanne Verbruggen als K3-lid tijdens het slotlied Waterval. In 2024 deed ze mee aan The Masked Singer als Space Babe, samen met Samson als Space Pod. Ze vielen af in de zevende aflevering.
Eind 2024 herenigde ze met de andere Ghost Rockers op het podium van de Studio 100 Sing Along 2024, 10 jaar na de start van hun eerste seizoen.

### Privé
Verhulst is de dochter van Studio 100-oprichter Gert Verhulst en diens voormalige vrouw. Haar broer is Viktor Verhulst, bekend als presentator van het Play5-programma Love Island.
Verhulst heeft een relatie met Jef Oomen, die achter de schermen werkt bij Studio 100 en ook te zien is in De Verhulstjes.

## Werk

### Televisie en film
- Rox (2012) - als Chloe, kleindochter van minister van Justitie
- Ghost Rockers (2014-2017) - als Charlotte 'Charlie' Timmermans
- 100% Ghost Rockers (2015) - als zichzelf
- Ghost Rockers - Voor altijd? (2016) - als Charlotte 'Charlie' Timmermans
- Boxing Stars - als deelneemster en winnares zwaargewichten dames
- 2 Sterren Restaurant (2018) - als deelneemster
- Studio 100 TV (2018-heden) - als presentatrice
- Nachtwacht - Het Duistere Hart (2019) - als Arachnia
- Samson en Marie[9] (2019-heden) - als Marie
- De Verhulstjes (2021-heden) - als zichzelf
- Waarheid, durven of doen (2021) - als deelneemster
- The Big Bang (2023) - als deelneemster, samen met Ellen Callebout
- The Masked Singer (2024) - als deelneemster (Space Babe (met Samson))

### Theater
- Ghost Rockers On Tour (2016-2018) - als Charlie
- Samson en Gert Afscheidsshow (2019-2022) - als Marie
- Samson & Marie (2022-heden) - als Marie
- De 3 Biggetjes (2024) - als Pluisje